# Xerocomus
Xerocomus Quél., 1887 è un genere di funghi basidiomiceti, terricoli e simbionti appartenente alla famiglia Boletaceae (in passato era classificato come unico genere della famiglia Xerocomataceae).
Le specie di questo genere hanno le seguenti caratteristiche.

## Descrizione del genere

### Carpoforo
Generalmente di piccola taglia. Sono funghi privi di volva, poche specie portano l'anello.

### Cappello
Cuticolaasciutta e tomentosa.

### Gambo
In genere di forma irregolare e di consistenza fibrosa.

### Carne
Può essere immutabile oppure avere un viraggio più o meno debole al blu-nerastro o all'azzurro; consistente, in alcuni casi molliccia; fibrosa nel gambo.
- Odore: in genere fruttato, quasi sempre gradevole.
- Sapore: amabile.

## Habitat

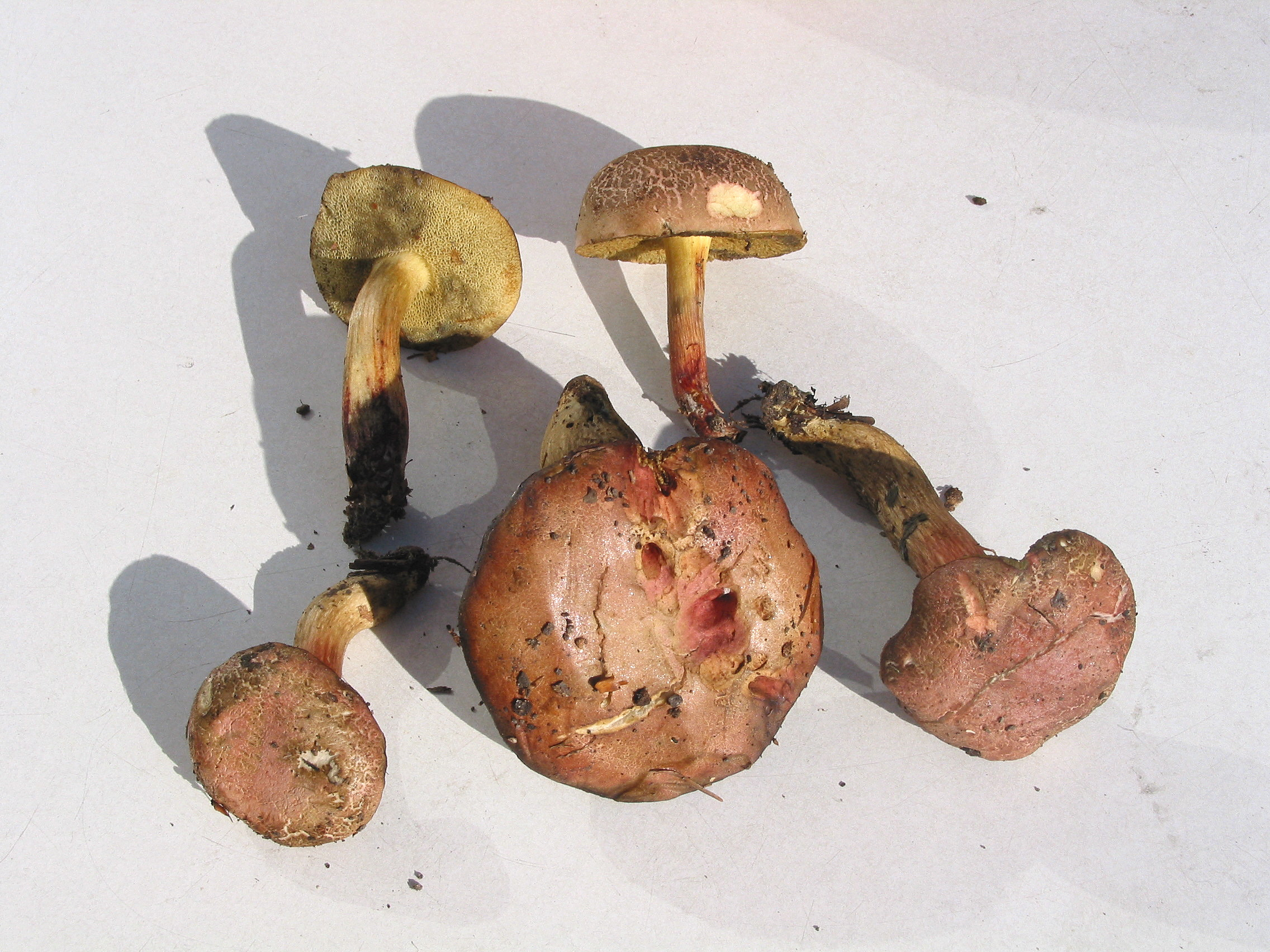
Xerocomus chrysenteron

Si tratta di funghi micorrizici, salvo eccezioni; ad esempio lo Xerocomus parasiticus, il cui carpoforo si sviluppa parassitando quello di altre specie, in prevalenza Scleroderma citrinum.

## Commestibilità
Discreta.

Non al livello dei funghi del genere Boletus - sez. Edules, comunque si tratta di funghi generalmente saporiti e molto versatili. In alcune specie la commestibilità è trascurabile.

## Tassonomia
Il genere Xerocomus è di difficile classificazione. Le difficoltà sono causate principalmente dalla grande variabilità delle caratteristiche macroscopiche dei funghi di diverse specie. Parecchi autori lo facevano confluire nel genere Boletus. Recenti studi di filogenesi molecolare mostrano che le specie assegnate al genere Xerocomus sono un gruppo eterogeneo, forse di origine polifiletica, il che risultò nella separazione del genere originario in Xerocomus, Xerocomellus, Hemileccinum. Altre specie di Xerocomus sono state assegnate ai generi Aureoboletus, Imleria, Hortiboletus e Rheubarbariboletus. Ricerche filogenetiche più recenti mostrano che Xerocomus è monofiletico nella nuova accezione più ristretta.
La specie tipo è Xerocomus subtomentosus (= Boletus subtomentosus), le altre specie incluse sono:
- Xerocomus albipurpureus (Corner) E. Horak (2011)
- Xerocomus albobrunneus Heinem. & Gooss.-Font. (1951)
- Xerocomus albotessellatus Heinem. (1964)
- Xerocomus alliaceus Heinem. (1951)
- Xerocomus amazonicus Singer (1978)
- Xerocomus anthracinus M. Zang, M.R. Hu & W.P. Liu (1991)
- Xerocomus asperipes (Corner) E. Horak (2011)
- Xerocomus astraeicolopsis J.Z. Ying & M.Q. Wang (1981)
- Xerocomus bakshii Singer & B. Singh bis (1971)
- Xerocomus bambusicola M. Zang (1999)
- Xerocomus basius de Meijer (2009)
- Xerocomus becquetii Heinem. (1964)
- Xerocomus belizensis B. Ortiz & T.J. Baroni (2007)
- Xerocomus boletiformis (Beeli) Heinem. (1951)
- Xerocomus brevisporus Heinem. (1964)
- Xerocomus brunneocitrinus (A.H. Sm. & Thiers) H. Engel & Klofac (1996)
- Xerocomus caeruleonigrescens Pegler (1983)
- Xerocomus calocystides (Corner) E. Horak (2011)
- Xerocomus calvus (Corner) E. Horak (2011)
- Xerocomus campinaranae Singer (1983)
- Xerocomus carnosus (Rostk.) Singer (1986)
- Xerocomus catervatus (Corner) E. Horak (2011)
- Xerocomus chapinii Singer (1983)
- Xerocomus chostensis Vassilkov (1955)
- Xerocomus chrysonemus A.E. Hills & A.F.S. Taylor (2006) )
- Xerocomus coccolobae Pegler (1983)
- Xerocomus coniferarum Singer (1945)
- Xerocomus cuneipes Pegler (1983)
- Xerocomus cuticulatus (Corner) E. Horak (2011)
- Xerocomus cyaneibrunnescens T.W. Henkel & Husbands (2013)
- Xerocomus cyaneirufescens (Corner) E. Horak (2011)
- Xerocomus davidiicola M. Zang (1999)
- Xerocomus delphinus (Hook. f.) Manjula (1983)
- Xerocomus destitutus (Corner) E. Horak (2011)
- Xerocomus dispersus (Corner) E. Horak (2011)
- Xerocomus doodhcha K. Das, D. Chakr., Baghela, S.K. Singh & Dentinger (2016)
- Xerocomus erubescens Cadiñanos & J.A. Muñoz (1992)
- Xerocomus ferrugineus  (Schaeff.) Alessio (1985)
- Xerocomus ferruginosporus (Corner) E. Horak (2011)
- Xerocomus fraternus Xue T. Zhu & Zhu L. Yang (2016)
- Xerocomus fulvipes Xue T. Zhu & Zhu L. Yang (2016)
- Xerocomus fuscescens C.J. Sheph. & Totterdell (1988)
- Xerocomus globuliger Singer (1983)
- Xerocomus griseo-olivaceus McNabb (1968)
- Xerocomus guadelupae (Singer & Fiard) Pegler (1983)
- Xerocomus gyrodontoides (Corner) E. Horak (2011)
- Xerocomus hemixanthus Singer (1945)
- Xerocomus heterocystides J.Z. Ying (1987)
- Xerocomus hortonii (A.H. Sm. & Thiers) Manfr. Binder & Besl (2000)
- Xerocomus hypoxanthus Singer (1945)
- Xerocomus illudens (Peck) Singer (1945)
- Xerocomus indicus Singer (1948)
- Xerocomus junghuhnii (Höhn.) Singer (1945)
- Xerocomus langbianensis Dörfelt, Kiet & A. Berg bis (2004)
- Xerocomus latisporus Heinem. (1964)
- Xerocomus lenticolor E.A. Dick & Snell (1961)
- Xerocomus lentistipitatus (G. Stev.) McNabb (1968)
- Xerocomus lilaceus (Rostk.) Redeuilh (1993)
- Xerocomus linderi Singer (1945)
- Xerocomus longistipitatus K. Das, A. Parihar, D. Chakr. & Baghela (2017)
- Xerocomus lucescens (Corner) E. Horak (2011)
- Xerocomus macrocystis Heinem. (1964)
- Xerocomus magniporus M. Zang & R.H. Petersen (2004)
- Xerocomus mcrobbii McNabb (1968)
- Xerocomus microcarpoides (Corner) E. Horak (2011)
- Xerocomus minutiporus (A.H. Sm. & Thiers) H. Engel & Klofac (1996)
- Xerocomus miricystidius M. Zang (1996)
- Xerocomus morrisii (Peck) M. Zang (1996)
- Xerocomus multicolor Grgur. (1997)
- Xerocomus nothofagi McNabb (1968)
- Xerocomus olivaceus B. Ortiz & T.J. Baroni (2007)
- Xerocomus orquidianus (Halling) L.D. Gómez (1997)
- Xerocomus pallidiporus Heinem. (1951)
- Xerocomus parvogracilis T.W. Henkel & Husbands (2013)
- Xerocomus parvulus Hongo (1963)
- Xerocomus parvus J.Z. Ying (1987)
- Xerocomus perparvulus R. Heim & Gilles (1974)
- Xerocomus phaeocephalus (Pat. & C.F. Baker) Singer (1983)
- Xerocomus phlebophoides Heinem. (1954)
- Xerocomus piceicola M. Zang & M.S. Yuan (1999)
- Xerocomus pilicystis Heinem. (1964)
- Xerocomus porophyllus T.H. Li, W.J. Yan & Ming Zhang (2013)
- Xerocomus potaroensis T.W. Henkel & Husbands (2013)
- Xerocomus prebadius (Corner) E. Horak (2011)
- Xerocomus pseudoboletinus (Murrill) Singer (1945)
- Xerocomus pseudotristis Heinem. & Gooss.-Font. (1951)
- Xerocomus puniceiporus T.H. Li, Ming Zhang & T. Bau (2013)
- Xerocomus radicicola Singer & I.J.A. Aguiar (1978)
- Xerocomus ranunculus (Corner) E. Horak (2011)
- Xerocomus raphanolens (Corner) E. Horak (2011)
- Xerocomus rectus (Corner) E. Horak (2011)
- Xerocomus reticulostipitatus Hembrom, D. Chakr., A. Parihar & K. Das (2017)
- Xerocomus rubrosquamulosus Snell, E.A. Dick & Hesler (1951)
- Xerocomus rufostipitatus McNabb (1968)
- Xerocomus satisfactus (Corner) E. Horak (2011)
- Xerocomus scabripes McNabb (1971)
- Xerocomus schmitzii Heinem. (1964)
- Xerocomus scrobiculatus Singer (1983)
- Xerocomus silwoodensis A.E. Hills, U. Eberh. & A.F.S. Taylor (2007)
- Xerocomus solitarius (Corner) E. Horak (2011)
- Xerocomus soyeri Heinem. (1964)
- Xerocomus spadiceomaculans H. Engel & W. Härtl (1996)
- Xerocomus spinulosus Heinem. & Gooss.-Font. (1951)
- Xerocomus squamulosus McNabb (1968)
- Xerocomus subdaedaleus J.Z. Ying (1987)
- Xerocomus subilludens (A.H. Sm. & Thiers) H. Engel & Klofac (1996)
- Xerocomus subpalustris (A.H. Sm. & Thiers) H. Engel & Klofac (1996)
- Xerocomus subparvus Xue T. Zhu & Zhu L. Yang (2016)
- Xerocomus subspinulosus Heinem. (1964)
- Xerocomus sulcatipes Heinem. & Gooss.-Font. (1951)
- Xerocomus sylvestris (Petch) Pegler (1986)
- Xerocomus tenax Nuhn & Halling (2015)
- Xerocomus tengii M. Zang, J.T. Lin & N.L. Huang (2002)
- Xerocomus tentabundus (Corner) E. Horak (2011)
- Xerocomus tumidus (Fr.) E.-J. Gilbert (1931)
- Xerocomus velutinus Xue T. Zhu & Zhu L. Yang (2016)

## Galleria d'immagini

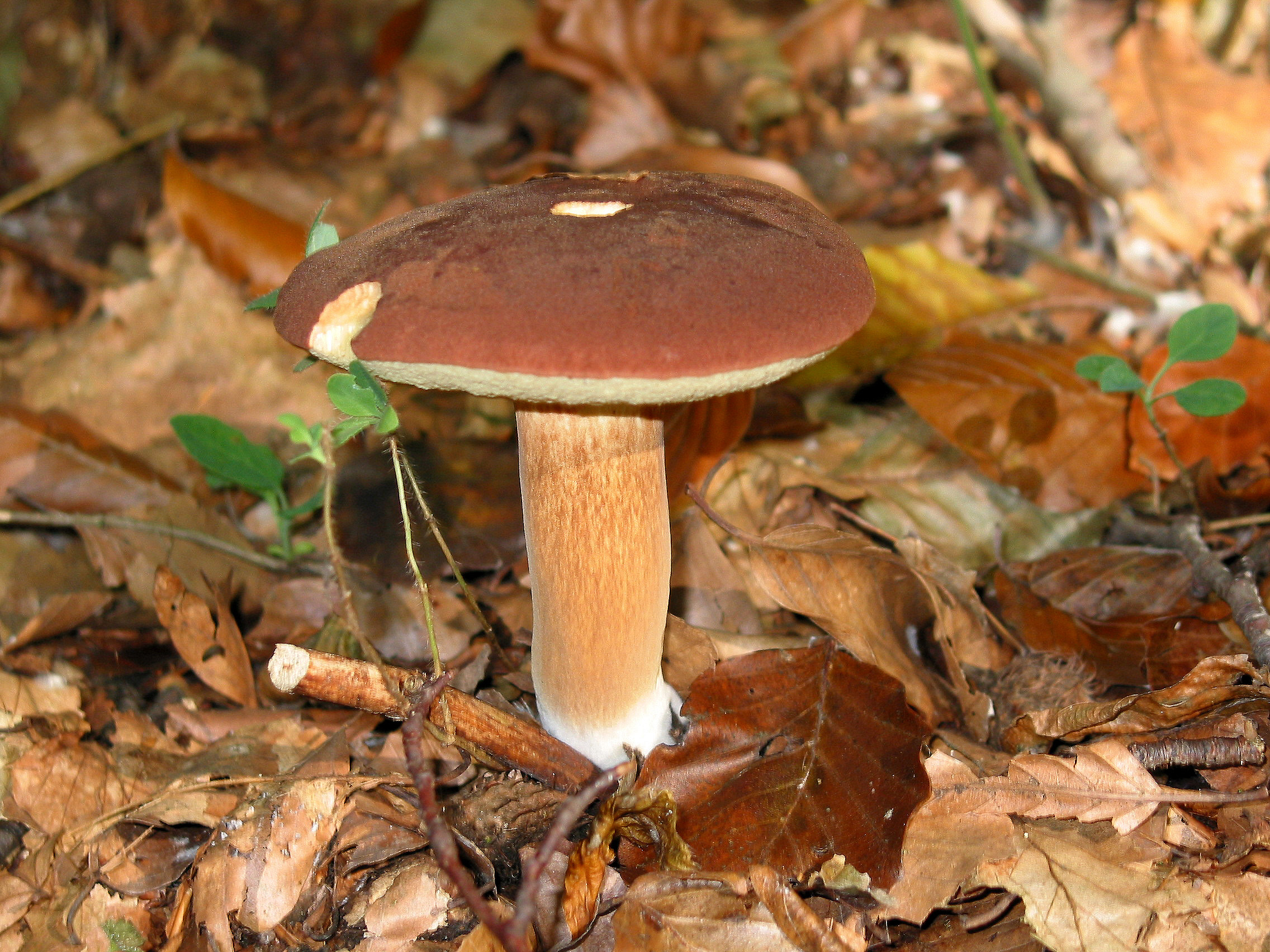
Xerocomus badius
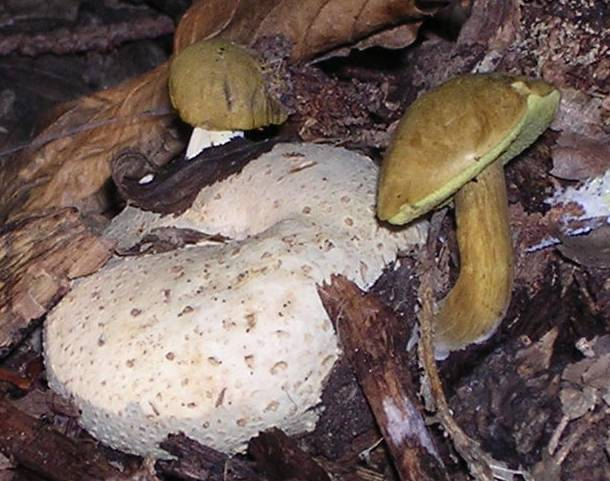
Xerocomus parasiticus su carpoforo di Scleroderma citrinum
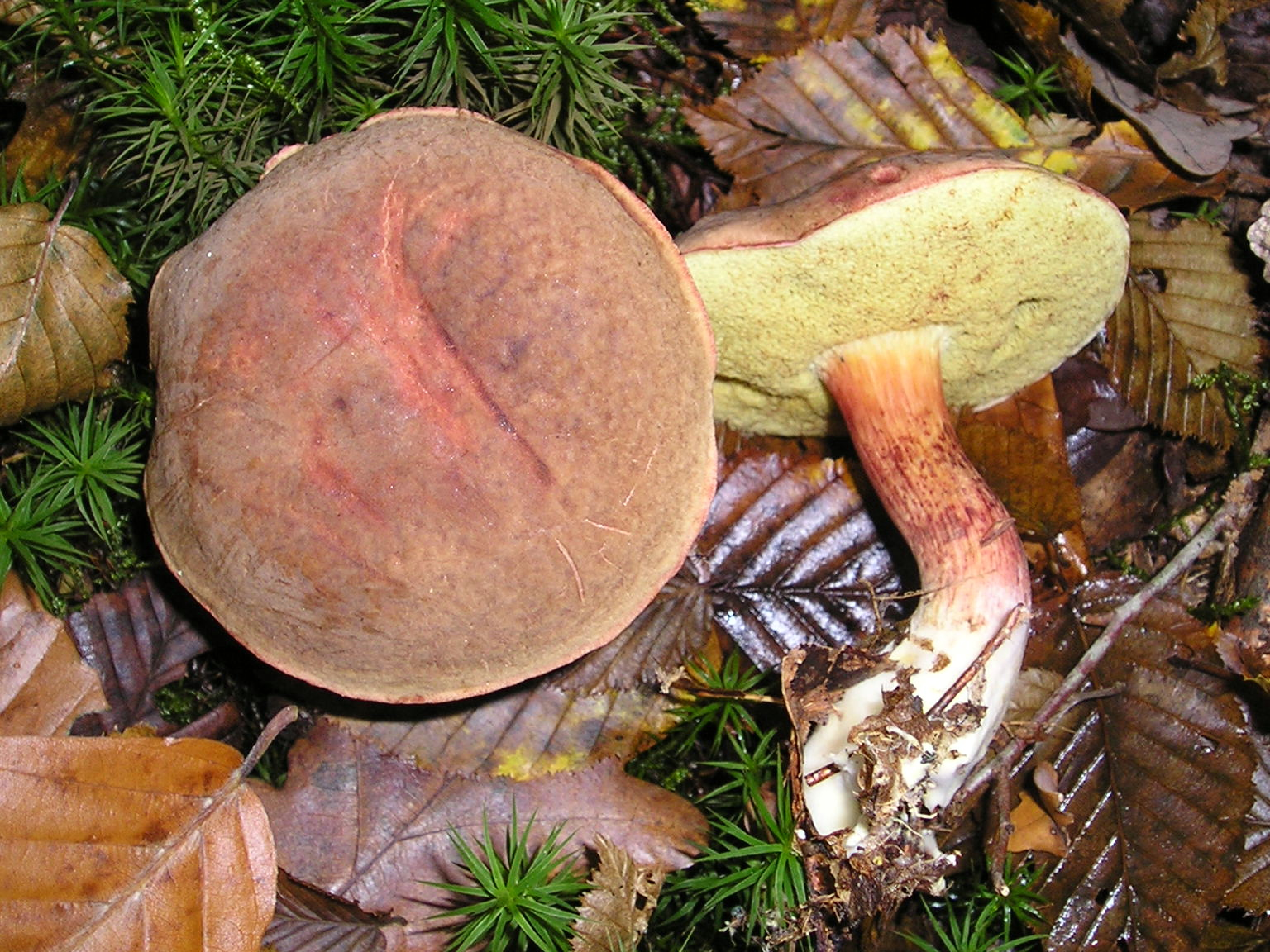
Xerocomus chrysenteron